# Togoro Kotia
Togoro Kotia is een gemeente (commune) in de regio Mopti in Mali. De gemeente telt 13.700 inwoners (2009).